# کاروان اسلام
کاروان اسلام یا البعثة الاسلامیة الی البلاد الافرنجیة نام اثری از صادق هدایت است.
به گفته مجتبی مینوی (دوست و همکار صادق هدایت) این اثر را صادق هدایت در میانه سال‌های ۱۳۱۲–۱۳۱۳ نوشته‌است.
اثر با رویکردی هجوآمیز به سرگذشت و فراز و نشیب‌های سفر چند تن از مبلغان اسلام به بلاد اروپایی می‌پردازد. اسامی این افراد عبارت‌اند از:
- آقای تاج المتکلمین به سمت ریاست.
- آقای عندلیب الاسلام به سمت نائب رئیس
- آقای سکان الشریعه عضو مشاور و محاسب
- آقای سنت الاقصاب به سمت تند نویس
- آقای الجرجیس یافث بن اسحق الیسوعی به سمت مخبر و مترجم مجله مبارکه المنجلاب سودان (این شخص راوی اول شخص داستان است)

البعثة الاسلامیه الی بلاد الافرنجیه رساله طنزآمیزی از صادق هدایت است. هدایت در این اثر با استفاده از تمثیل‌های طنز تلخ مذهبی رفتار توده‌ای از زوار را مورد انتقاد قرار می‌دهد. هدایت در این کتاب روحانیون اسلامی یا به اصطلاح آخوندها را به باد انتقاد گرفته و با لحنی تمسخرآمیز بیان می‌کند که آخوندها تنها برای منافع شخصیشان خود را بدین لباس درآورده‌اند. داستان این کتاب که از زبان یک خبرنگار عربی نقل شده بدین شرح است: که عده‌ای مذهبی در جلسه‌ای تصمیم می‌گیرند که برای مسلمان کردن سرزمین‌های کفر به آنجا سفر کنند لذا گروهی گرد آمده و با پولی که از مردم جمع‌آوری کرده‌اند سفر را آغاز می‌کنند؛ اما یکی از اخوندها که مسئول نگهداری از پول‌ها بوده و خیلی ادعای روحانیت داشته ضمن سفر با پول‌ها فرار می‌کند و بقیه آخوندها در کشورهای اروپایی ماندگار و به رقص و آواز روی می‌آورند که خبرنگار در آخر داستان با آن‌ها روبرو می‌شود و داستان را از زبان آن‌ها می‌شنود.
صادق هدایت در نظر داشت که داستان را با نام مستعار راستگووسکی چاپ کند که این امر میسر نشد.

## کاروان اسلام در نامه های هدایت
صادق هدایت در نامه یازدهم خود به حسن شهید نورایی به تاریخ پنجشنبه ۲۵ مهر ۱۳۲۵ [۱۷ اکتبر ۱۹۴۶] درباره دستنویس این کتاب می نویسد:

« رسالة بعثه الاسلاميه را که خواسته بودید نسخه منحصر به فرد آنرا پیچیده ام و مترصد هستم به شخص مطمئنی بدهم که برایتان بیاورد. آقای جرجانی گفتند کسی را سراغ دارند که با سفارشنامه همین روزها عازم پاریس است و پیش سرکار خواهد آمد. اگر ممکن شد به توسط ایشان خواهم فرستاد. چون از موضوع آن زیاد خوشم نمی آید، اگر بنا شد چاپ کنید بی اسم باشد و البته اصلاحات لازم را در آن خواهید کرد تا زیاده از حد پولتان به هدر نرفته باشد.»

و در نامه دوازدهم به شهیدنورایی،‌ به تاریخ يكشنبه ۲۶ آبان ۱۳۲۵ [۱۷ نوامبر ۱۹۴۶] می آورد:

« بعثه الاسلامی را تا حالا نتوانستم بفرستم. جمشید مفتاح بالاخره موفق شد که اجازه حرکت را بگیرد و محتمل است تا هفته دیگر مسافرت کند و گویا به پاریس خواهد آمد. کتاب را به او می دهم بیاورد.»

در نامه چهاردهم به شهیدنورایی،‌ به تاریخ دوشنبه، ۱۱ آذر ۱۳۲۵ [۲ دسامبر ۱۹۴۶] می آورد:

« یاحق!	سه شنبه قبل به توسط مفتاح غلط گیری افسانه آفرینش و نسخه بعثه را فرستادم. لابد تا حالا رسیده است...» 

### تاریخچهٔ چاپ
به روایت مجتبی مینوی هدایت  به رغم آن که به گفته خود او با چاپ کتاب « کلۀ مرا ختنه می‌‌کنند»، تمایل داشت تا آن را در ایران و به زمان حیات خود منتشر کند. انتشار البعثته الاسلامیه الی البلاد ‏الافرنجیه به زمان حیات صادق هدایت ممکن نشد و او نسخه دستنویس کتاب را نزد دوست خود فرزانه به امانت گذاست. این کتاب هم در دوره پهلوی و هم در دوره جمهوری اسلامی جزو کتابهایی ممنوعه بوده  و همیشه بصورت زیرزمینی دست به دست شده است.
در سال ۱۳۹۵ انتشارات آوای بوف ضمن انتشار الکترونیکی با ویرایش جدید،کتاب صوتی این اثر را نیز با صدای قاسم قره داغی  ضبط و منتشر نموده‌ که مدت آن ۱ ساعت و ۱۱ دقیقه است.
=
جلال آل احمد  که خود آخوندزاده و سید بود می‌نویسد:"... تکه‌هایی از آن (البعثة الاسلامیه الی البلاد الافرنجیة) در مجله نگین، اواخر سال ۱۳۴۷ درآمد که گویای تقلیدی است از گفتار خوش یار قلی از شیخ محمد محلاتی و تازه این یکی هم گویا تقلیدی است از رساله هفتاد و دو ملت میرزا آقاخان کرمانی و تازه این هم گویا تقلیدی است از قهوه‌خانه سورات، اثر برناردن دوسن‌پیر از معاصران روسو" آل احمد معتقد است که نوشته هدایت عاری از اصالت و نتیجه غرب زدگی اوست.